# 論理的真理
論理的真理（ろんりてきしんり、英語: logical truth）は、論理学の基本的な概念の一つ。その性質については様々な説がある。論理的真理とは、真であり、かつ、論理定項以外の構成要素があらゆる解釈のもとで真であり続ける言明のことである。これは分析的言明の一種である。全ての哲学的論理学は、論理的帰結および論理的真理の性質についての説を提示するものと考えることができる。
論理的真理（恒真式を含む）は、一般に必然的真理（necessary truth）とみなされる。これは、それが真でないことはありえず、論理的真理が拒否されるような状況が生じないということを意味する。しかし、必然的に真の言明があるということは、普遍的には受け入れられていない。
一部の哲学者は、論理的真理を全ての可能世界で真の言明と捉えている。論理的真理は、現実世界で真であっても、それが偽である可能世界が存在する事実（fact、偶然的言明〈contingent claim〉または総合的言明〈synthetic claim〉とも呼ばれる）と対比される。命題「pかつqならばp」や命題「結婚している人はみな結婚している」は、世界の何らかの事実ではなく命題の持つ固有の構造によって真であるため、論理的真理である。その後、形式論理学の台頭により、論理的真理は、全ての可能な解釈の下で真の言明と考えられるようになった。
論理的真理の存在は、論理的真理の知識を経験的に説明することが不可能と考える理性主義の哲学者によって経験主義への反論として提唱されてきた。経験主義者はこの反論に対し、論理的真理（彼らは通常、これは単なる恒真式であると考えている）は分析的なものであり、世界を説明することを目的としていないと主張している。

## 論理的真理と分析的真理
論理的真理は、分析的言明であるため、事実（fact）に関する情報は一切含まれていない。論理的真理とは別に、「no bachelor is married」のような第二種の分析的言明も存在する。この種類の言明の特徴は、類義語を真偽に影響を与えずに代入することで、論理的真理に変形できるという点である。例えば、「no bachelor is married」は、「bachelor」をその類義語である「unmarried man」に置き換えることで「no unmarried man is married」に変形できる。
哲学者ウィラード・ヴァン・オーマン・クワインは著書『経験主義の二つのドグマ』において、分析的言明と総合的言明の区別に疑問を呈した。それは、この第二種の分析的言明についてであり、明確化の必要性に立っている類義語の概念に依存しているように見えることが、分析的であるという概念自体が明確化の必要性に立っていることに彼が注意する原因となった。クワインは結論として、論理的真理が必然的真理であるということを否定している。その代わりに、論理的真理も含めて、それ自身の完全な理論の中の他の全ての言明の真理値を再解釈すれば、どんな言明の真理値も変えられるという仮説を立てている。

## 真理値と恒真式
同じ言明の異なる解釈を考慮することは、真理値の概念につながる。真理値に対する最も単純な説明は、ある場合には言明が真であっても、別の場合には偽である可能性があるということを意味する。恒真式（トートロジー）とは、どのような解釈の下でも真であることが判明した任意の種類の論理式（well-formed formula）や命題である（文脈によっては、付値〈valuation〉または割り当て〈assignment〉と呼ばれることもある）。これは論理的真理と同義である。
しかし、恒真式という用語は、より具体的には真理関数的恒真式と呼ばれるものを指すためにも一般的に使用されている。恒真式や論理的真理は、それが一般的に含む論理学の用語（「全ての〈every〉」、「いくつかの〈some〉」、「は〈is〉」など）に対してのみ真であるのに対し、真理関数的恒真式は、それが含む論理連結語（「または〈or〉」、「かつ〈and〉」、否定論理和〈nor〉など）に対しても真である。全ての論理的真理がこの種の恒真式であるとは限らない。

## 論理的真理と論理定項
論理連結語や量化子などの論理定項は、全て概念的に論理的真理に還元することができる。例えば、2つ以上の言明が論理的に両立しないということは、それらの論理連結語が論理的に偽であるということと同値である。また、ある言明が他の言明の否定と論理的に両立しない場合、その言明からはもう一つの言明が帰結する。ある言明が論理的に真であるのは、その否定が論理的に偽である場合のみである。ある言明とその否定の言明は矛盾していなければならない。このようにして、全ての論理連結語は、論理的真理を保持するという観点から表現することができる。言明の論理的な形式は、その意味的または統語的構造と論理定項の配置によって決定される。論理定項は、言明の意味を制限する言語と組み合わせたときに、その言明が論理的真理であるかどうかを決定する。従って、言語に関係なく全ての論理定項数を区別する方法が決まらない限り、言明や論証の完全な真偽を得ることは不可能である。

## 論理的真理と推論規則
論理的真理の概念は、推論規則の概念と密接に結びついている。

## 論理的真理と論理実証主義
論理実証主義は、科学の推論過程を純粋な論理に還元しようとした20世紀初頭の動きである。論理実証主義者は、経験的に検証できない命題は真でも偽でもなく、ナンセンスであると主張した。この動きは、彼らのアプローチでは様々な問題があり、実証主義者が説明した方法では科学は動作しないことが次第に判明したためにフェードアウトした。もう一つの問題は、運動でよく掲げられたスローガンの一つである「経験的に検証可能ではない命題はナンセンスである」が、それ自体が経験的に検証可能ではないので、それ自体がナンセンスであるということだった。

## 非古典論理
非古典論理とは、命題論理や述語論理などの、標準的な論理体系とは大きく異なる形式体系の名称である。非古典論理の目的は、論理的帰結と論理的真理の異なるモデルを構築することである。